# Sennevoy-le-Bas
Sennevoy-le-Bas is een gemeente in het Franse departement Yonne (regio Bourgogne-Franche-Comté) en telt 106 inwoners (2009). De plaats maakt deel uit van het arrondissement Avallon.

## Geografie
De oppervlakte van Sennevoy-le-Bas bedraagt 8,4 km², de bevolkingsdichtheid is dus 12,6 inwoners per km².
De onderstaande kaart toont de ligging van Sennevoy-le-Bas met de belangrijkste infrastructuur en aangrenzende gemeenten.

## Demografie
Onderstaande figuur toont het verloop van het inwonertal (bron: INSEE-tellingen).